# La paloma (moljac)
La paloma, vrsta moljca iz porodice Crambidae. Ootkrio ga je i opisao 1966. poljski entomolog Stanisław Błeszyński. Otkriven je u Kolumbiji na planinama Tolima, na visinama od 3 800 metara.